# Битва при Нікополі (1396)
Битва при Нікополі — битва між об'єднаною армією європейських хрестоносців, основу якої складали сили Французького королівства, Угорського королівства, Ордена госпітальєрів і Венеційської республіки та військом османського султана Баязіда I і його сербських союзників, що відбулася 25 вересня 1396 року в північній Болгарії поблизу міста Нікополь. Османське військо здобуло переконливу перемогу.

## Передумови

### Хрестові походи
У XIV ст. традиція організації потужних хрестових походів йшла на спад і в ньому відбувались переважно незначні хрестові походи, ініційовані окремими королями чи правителями. Незадовго до битви при Нікополі відбувся невдалий напад хрестоносців на Махдію в Тунісі в 1390 році (Берберський хрестовий похід), а під час самого Нікопольського походу тривали Північні хрестові походи в Прибалтиці.

### Ситуація на Балканах
Після перемоги в Косовому полі у 1389 році, османи підпорядкували своїй владі більшу частину Балкан і витіснили візантійців практично звідусіль, змусивши їх задовольнятися лише Константинополем і прилеглими до нього околицями, який пізніше піддавався численним османським облогам.
У 1393 році болгарський цар Іван Шишман позбувся своєї столиці Нікополь, зайнятої османами, в той час як його брат Іван Срацімір утримав за собою Відін, хоча й був змушений визнати сюзеренітет османського султана. В очах болгарських бояр, деспотів та різних незалежних балканських правителів ця ситуація здавалася добрим шансом змінити становище на свою користь і скинути османське панування.
Крім того, кордон між християнським світом та зростаючої Османською імперією неухильно наближався до Угорського королівства, над незалежністю якого нависла смертельна загроза. Це змушувало його правителів вдатися до рішучих заходів щодо захисту держави. У свою чергу, Венеційська республіка також побоювалася зростаючої експансії османської держави на Балканах, так як можлива втрата таких балканських венеційських володінь, як Морея і Далмація означала падіння впливу Венеції в Адріатичному, Егейському та Іонічному морях. У свою чергу, Генуезька республіка не без підстав побоювалася, що захоплення османами контролю над Дунаєм і чорноморськими протоками боляче вдарить по генуезькії монополії над торговими шляхами між Європою і Чорним морем, на узбережжі якого розташовувалися багаті генуезькі колонії, такі як Кафа і Сіноп. Генуезці також контролювали Галату — цитадель в північній частині Золотого Рогу, обложену турками в 1395 році.

## Підготовка до походу
У 1394 році папа Боніфацій IX оголосив новий хрестовий похід проти турків. Однак Велика Схизма завдала величезної шкоди авторитету папства, а тому цей заклик не отримав такого широкого відгуку, як масштабні попередні походи.
Важливу роль в організації майбутнього походу зіграла така значна подія, як Столітня війна між англійським королем Річардом II і французьким правителем Карлом VI. У 1389 році був укладений черговий мир між протиборчими сторонами. У 1395 році Річард II в інтересах закріплення миру запропонував шлюб між собою і дочкою французького короля Ізабеллою. У жовтні 1396 року королі зустрілися на кордоні в Кале обговорити умови подальшого союзу і погодилися продовжити термін дії попереднього мирного договору.
Важливим фактором була також участь в поході Бургундії, яка прагнула зміцнити свій авторитет і престиж серед європейських королівств. Отримавши 120 000 ліврів від Фландрії, Бургундія розпочала підготовку до хрестового походу і в січні 1395 року послала повідомлення угорському королю Сигізмунду із заявою, що Франція готова розглянути прохання угорського короля.
У серпні делегація Сигізмунда прибула в Париж, де докладно розповіла про сорокатисячне османське військо, що грабує та спустошує християнські землі, і подали від імені угорського короля прохання про допомогу. Карл VI, який домігся миру з Англією, відповів, що на його плечах, як головного серед християнських королів, лежить відповідальність за долі християнського світу і його захисту від османської загрози. Французьке дворянство з ентузіазмом відгукнулося на заклик короля. Філіп д'Артуа, граф д'Е, коннетабль Франції, і Жан II ле Менграя Бусико, маршал Франції, охоче погодилися взяти участь в поході і закликали до зброї своїх підданих.

## Чисельність та склад військ
Дані про чисельність протиборчих сторін суперечливі. У той час як середньовічні автори стверджують, що в битві брало участь 70 тисяч лицарів (угорців, французів, англійців, німців, італійців та чехів) проти 200-тисячного османського війська, то, згідно з сучасними даними, співвідношення сил виглядало приблизно як 16 тисяч хрестоносців проти 17 тисяч османів (разом з сербами Стефана Лазаревича). Хроністи традиційно сильно завищували чисельність учасників битв з метою підкреслити особливу важливість подій. У джерелах число воїнів доходить до 400 000, причому, виправдовуючи слабкість хрестоносців, хроністи часом спеціально зазначають, що турки в два рази перевершували чисельністю своїх супротивників. Подібна особливість (з точністю до навпаки) присутня і в хроніках османських літописців, які використовували подвійну перевагу хрестоносців для вихваляння османської зброї.
Баварський найманець, свідок і учасник битви Йоганн Шильтбергер в своїх записках зазначав, що чисельність хрестоносців становила близько 16 000 чоловік, в той час як число османських військ було оцінено їм в «200 000 воїнів». Німецькі історики XIX століття, провівши аналіз джерел і додаткові дослідження, встановили, що в битві брало участь 7500-9000 хрестоносців і 12 000-20 000 турків. Ці ж історики відзначали, що з точки зору постачання нікопольський округ просто не зміг б прогодувати десятки тисяч людей і коней.
| Джерело                      | Рік         | Приналежність | Хрестоносці | Турки         | Всього        | Посилання |
| ---------------------------- | ----------- | ------------- | ----------- | ------------- | ------------- | --------- |
| Йоганн Шильтбергер           | 1427        | Європа        | 16,000      | 200,000       | 216,000       |           |
| Німецькі історики (XIX ст.)  | 1800-і рр.  | Європа        | 7,500-9,000 | 12,000-20,000 | 19,500-29,000 | [ 1 ]     |
| Şükrullah, Behçetu't-Tevârih | 1400- і рр. | Туреччина     | 130,000     | 60,000        | 190,000       | [ 2 ]     |
| Девід Ніколле                | 1999 рік    | Європа        | 16,000      | 15,000        | 31,000        | [ 3 ]     |

### Армія хрестоносців

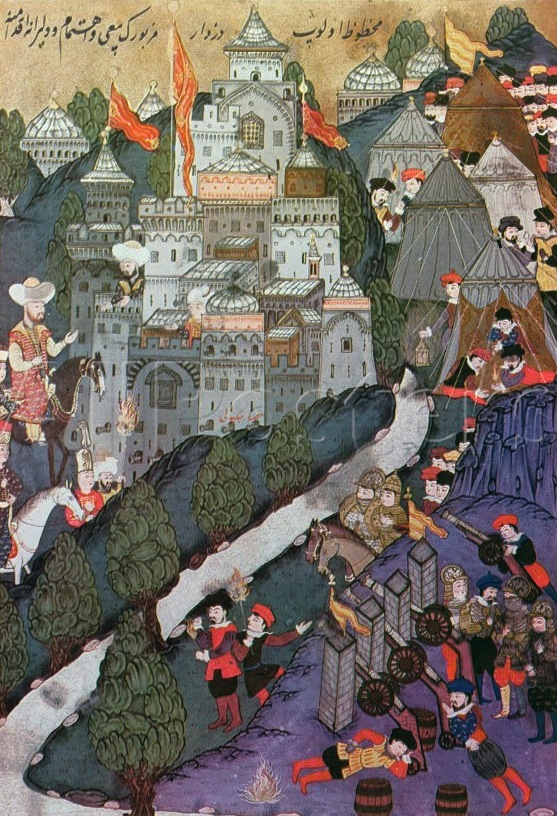
Битва при Нікополі на османській мініатюрі

З боку Французького королівства в битві взяли участь близько 2000 лицарів і зброєносців за підтримки 6000 стрільців і піхотинців. Провідну роль у підготовці походу грала Бургундія — одне з найсильніших європейських герцогств. Ядро бургундського війська становили загони важкоозброєних лицарів, здатних боротися як спішившись, так і верхом. Значну його частину (13,6 %) становили загони лучників і арбалетників. Бургундці також володіли розвиненою на той час артилерією, представленої кованими залізними Бомбардьє, що стріляли кам'яними ядрами і картеччю (див. Мініатюра з рукопису Фруассара вище). В якості транспорту бургундську армію супроводжували безліч возів-вагонів з численною прислугою. Бойовий дух франко-бургундського контингенту, що становив найчисленнішу частину об'єднаних сил хрестоносців, був дуже високий, багато в чому завдяки тому, що лицарі вважали за високу честь взяти участь в такому відповідальному і священному заході, яким був хрестовий похід. Їх вороже ставлення до грецьких «схизматиків» і мусульманам було загальновідомим, і це також відіграло свою роль в майбутньому бою.
Самовпевненість і пихатість франко-німецької кінноти, на думку багатьох істориків, зіграла вирішальну роль у поразці армії хрестоносців. Німецький контингент також в більшості своїй складався з важкоозброєнної лицарської кінноти, військова організація якої копіювала французьку. Найбільш фанатичними прихильниками майбутньої кампанії були лицарі-госпітальєри, що складали значну силу в складі військ альянсу.
Угорська армія, що зазнала значних змін в XIV столітті, проте не втратила давніх степових традицій, складалася головним чином з важкоозброєних загонів угорських феодалів, організованих за західноєвропейським зразком, проте її супроводжувала численна легка кіннота, значну частину якої складали кінні лучники, а також ополченці з різних племен і родів Трансильванії і південнослов'янських провінцій.
В якості союзників хрестоносців виступили волохи, війська яких являли собою значну силу, проте були ненадійні в плані майбутньої кампанії. Волоські війська були представлені вихідцями з кочових пастуших племен гір і передгір'їв. Волохи, що вважалися в ті часи кращими воїнами Балканського півострова, були, головним чином, кінними лучниками.
Війська хрестоносців володіли також майже повною перевагою на море завдяки допомозі союзних їм Венеції і Генуї.

### Османські та сербські війська
На відміну від своїх європейських противників, османські воїни були скуті залізною дисципліною і духом беззаперечного виконання наказів начальників, що викликало повагу навіть у їх лютих ворогів. Головною силою османського війська була кіннота. Частина воїнів годувалася за рахунок своїх володінь-тимарів, частина отримувала постійну платню від держави. Крім елітних гвардійських полків, османські сили були представлені військами, набраними з Анатолії, і загонами, виставленими Балканами. Кожна частина війська (анатолійська східна і балканська західна) перебувала в підпорядкуванні у бейлербея, а воїнами з окремих провінцій командували санджак-беї.
Крім елітних підрозділів, значну частину османської армії становили загони легкоозброєних кінних лучників, набраних з різних тюркомовних племен. Велику їх частину складали акинджи — воїни прикордоння, з якими змішалися численні представники християнських військових станів. У Акинджі набирали також воїнів кочових пастуших племен балканських гір. В результаті ці воїни прекрасно орієнтувалися на місцевості, що було важливим фактором в успіху майбутньої кампанії.
Ядро османської кавалерії становили феодальні загони сипахів — феодалів, які приходили на війну з загонами своїх збройних слуг. Найбільш боєздатними частинами османської кавалерії були добре озброєні і навчені загони, що перебували під безпосереднім командуванням султана. Османська піхота складалася з легкоозброєних лучників — азапів, набраних з селян, а також елітних полків знаменитих яничар.
На стороні турок билося сербське військо короля Стефана. Сербська армія являла собою об'єднання представників квазіфеодальної військової еліти, що служили у важкій кінноті, а також різних найманців, головним чином з Італії, де сербська аристократія закуповувала важкі обладунки та озброєння. Тактика сербських лицарів на полі бою була подібна до візантійсько-болгарської тактики.

## Приготування
Незважаючи на те, що Філіп Бургундський планував виступ спільно з герцогом Ланкастерським Джоном Гонтом і Людовиком Орлеанським, всі троє зрештою відмовилися від участі в кампанії з огляду на те, що їх присутність, за їхніми словами, була необхідно під час мирних переговорів з Англією. Проте, Бургундія продовжувала залишатися провідною політичною силою в майбутньому поході, і керівництво бургундської армією номінально перейшло до 24-річного герцога Іоанна, старшого сина герцога Бургундського. Прекрасно розуміючи недосвідченість і непідготовленість молодого герцога до такого відповідального заходу, батько послав разом з сином найбільш досвідченого і здатного зі своїх полководців — Ангеррана VII де Кусі. Незважаючи на велику кількість радників, що супроводжували герцога в поході, останній не цілком усвідомлював важливість об'єднаного керівництва військами, що зіграло згодом фатальну роль в кампанії і битві. На військовій раді 26 березня 1396 року було обговорено і прийнято правила поведінки лицарів в майбутній похід.

## Марш на Буду
30 квітня 1396 хрестоносці виступили з Діжона, перетнули Баварію дорогою, що пролягала від Страсбурга до верхнього Дунаю, де сіли на річкові судна і прибули в розташування угорського короля в Буду. Подальшими цілями хрестоносців були витіснення турків з Балкан, марш на Константинополь для допомоги його захисникам, потім лицарі планували перетнути Геллеспонт і пройти через всю Анатолію Малу Азію і Сирію для звільнення Палестини і Гробу Господнього, щоб переможцями вирушити назад до Європи морським шляхом. Венеційському флоту було наказано блокувати турок в Мармуровому морі і направити судна вгору по Дунаю до берегів Валахії, щоб в липні зустріти там військо хрестоносців.

## Битва

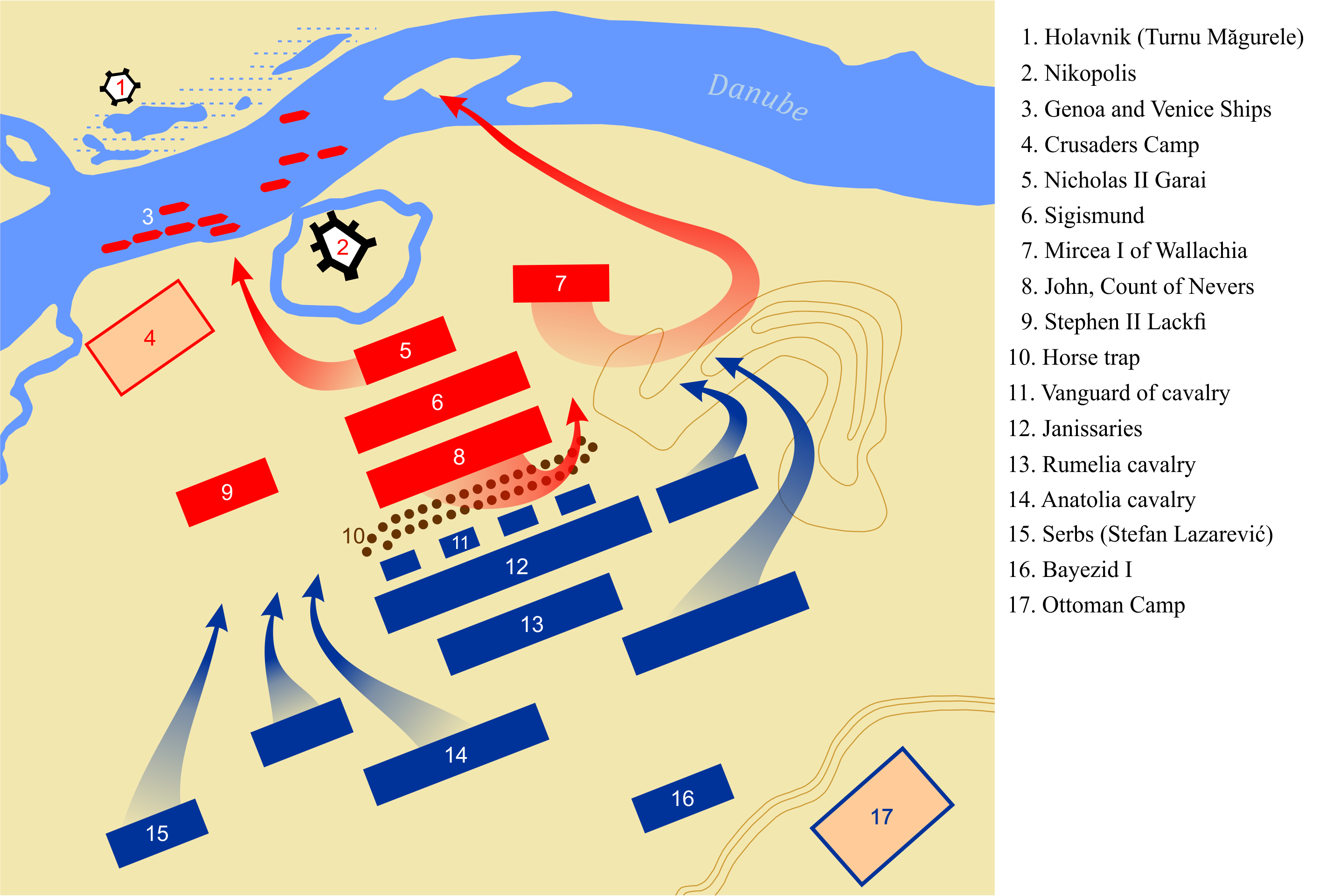
Карта битви при Нікополі

Битва відбулася в понеділок 25 вересня 1396 року на відкритій місцевості неподалік від міських укріплень. Точне місце битви є предметом суперечок. Лівий фланг османського строю упирався в ліс, в той час як його правий фланг був захищений сильно пересіченою місцевістю, упирається в придунайські болота. Перед османським військом розташовувалася вузька западина, поросла лісом. Головні сили османської армії складалися з кінноти і були розділеними на центр і два фланги, які могли висуватися вперед, утворюючи півмісяць.
За традицією, балканські і румелійський вершники розташовувалися на правому фланзі, а анатолійські кіннота утворювала лівий фланг. Перед головними силами були розташовані піші лучники. Піхота розташовувалася в центрі, захищена рядами вкопаних в землю дерев'яних кілків. У битві також взяли участь кілька яничарських полків-орт. Попереду бойового порядку перебували загони легкоозброєних вершників акинджи, завданням яких було навести противника на добре укріплені головні сили османської і підставити їх під фланговий удар османської кавалерії.
У центрі побудови хрестоносців розташувалися франко-бургундські війська, позаду них широким фронтом вишикувалися угорці, німці, госпітальєри і поляки. На правому фланзі перебували трансильванці, на лівому — волохи. Рано вранці Сигізмунд послав свого Великого маршала до Жана Безстрашного з повідомленням, що його розвідники виявили османські авангарди і попросив відкласти наступ на 2 години, в той час як розвідникам буде надано час вивчити розташування і чисельність османських солдатів.

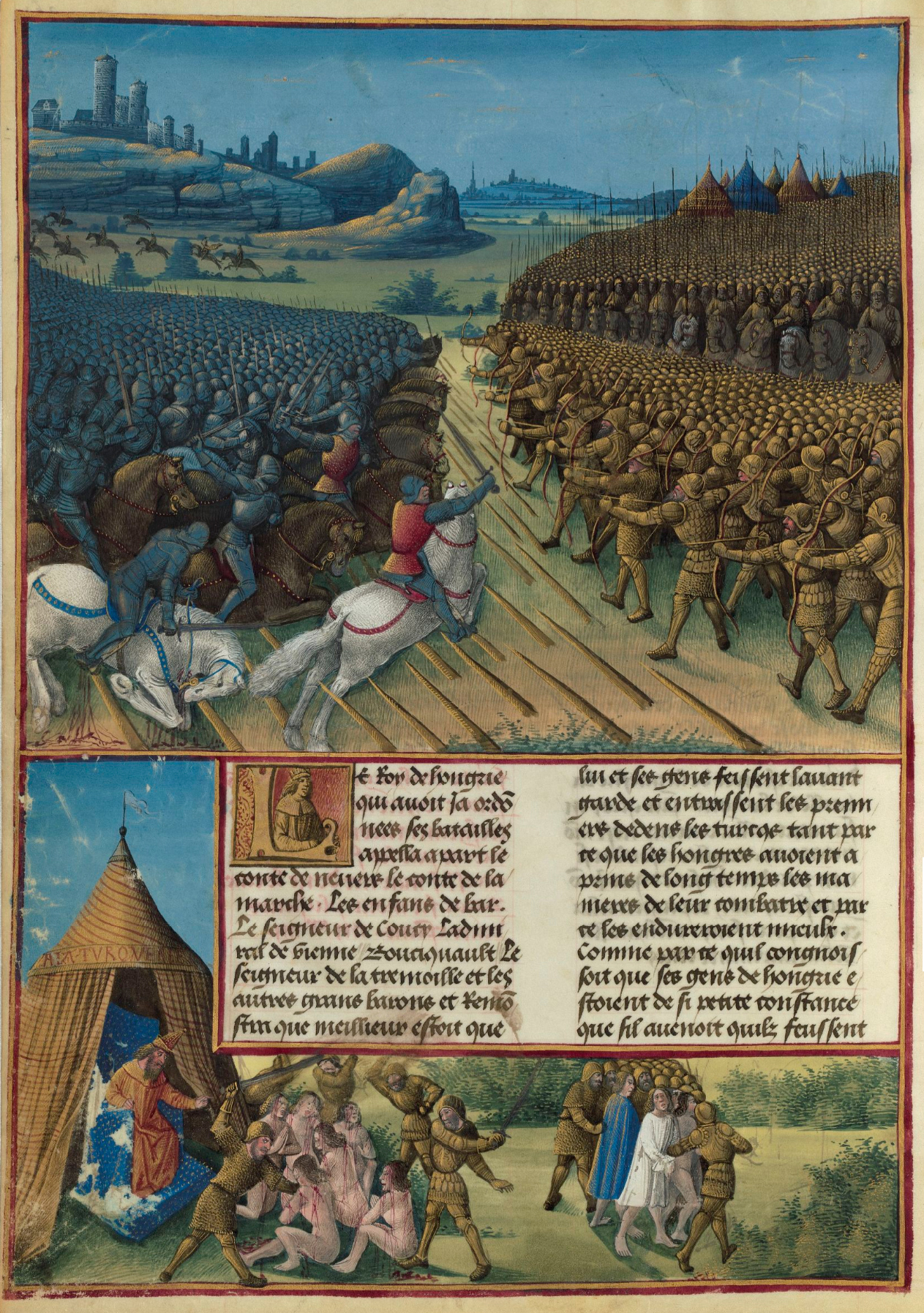
Битва при Нікополі. Мініатюра Жана Коломба з книги Себастьєна Мамри «Манрівка французів за море проти турків, сарацинів і маврів»

Герцог спішно зібрав раду, на якому Ангерран де Кусі і Жан де В'ен, адмірал Франції і найстаріший лицар в таборі, висловилися на підтримку планів Сигізмунда. Як би там не було, Філіп д'Артуа, граф д'Е, заявив, що угорський король бажає отримати собі всі лаври переможця турків, і оголосив про свою готовність очолити атаку. Куси, який взяв до уваги слова графа, звернувся за порадою до В'ена, на що останній відповів, що якщо граф д'Е бажає наступати, то армії слід виступити в атаку, проте повторив, що більш мудрим рішенням було б узгодити свої дії з угорським королем та іншими союзниками. Нетерплячий граф д'Е відмовився чекати, і рада незабаром переросла в безглузду суперечку. Всі розмови вщухли, коли граф вирішив виступити самостійно, не погоджуючи свої дії з союзниками. Д'артуа очолив авангард французьких лицарів, в той час як Куси і Іоанн очолили основні сили. Французька кіннота, посилена кінними лучниками, попрямувала до Нікополю назустріч туркам, спускався з пагорбів на південь. Госпітальєри, німці та інші союзники залишилися з Сигізмундом .
Розтрощивши оборону ненавчених натовпів османської піхоти, лицарі під градом стріл прорвалися до позицій добре озброєної і навченої піхоти противника в центрі, захищеної рядами гострих кілків, які розпорювали черева коней супротивника. Подолавши всі труднощі, лицарі (багато з яких спішилися, щоб розібрати огорожу з кілків) нарешті змусили османську піхоту відступати. Османи відійшли до позицій сипахів, де могли відчувати себе у відносній безпеці.
Куси і Вьєн радили зупинити подальший наступ і зробити перепочинок для перегрупування сил, а також дати час угорцям і союзникам приєднатися до атакуючої французької армії. Але молодші лицарі, які не знали істинної чисельності противника і наївно думали, що тільки що були розсіяні головні сили ворога, наполягали на продовженні атаки без жодних затримок.
Лицарі продовжили наступ, хоча половина з них рухалася пішки, так як багато хто позбувся коней на гострих палях або спеціально спішилися, щоб розібрати османські загородження. Рухаючись вперед, вони досягли плато на вершині схилу, де сподівалися побачити тікаючих в паніці османських солдатів.
Замість цього, на превеликий подив французів, на них обрушилися свіжі сили сипахів, залишені Баязідом в резерві . Під звуки труб і барабанів і гучні вигуки османська кіннота кинулася в атаку на втомлених лицарів. Лицарський стрій було зруйновано і частина з них почала тікати вниз по схилу пагорба. Інші залишилися на місці, відчайдушно опираючись наступаючим османам. Неодноразово поранений В'ен, незважаючи на похилий вік, намагався надихнути співвітчизників, поки не був убитий на смерть.

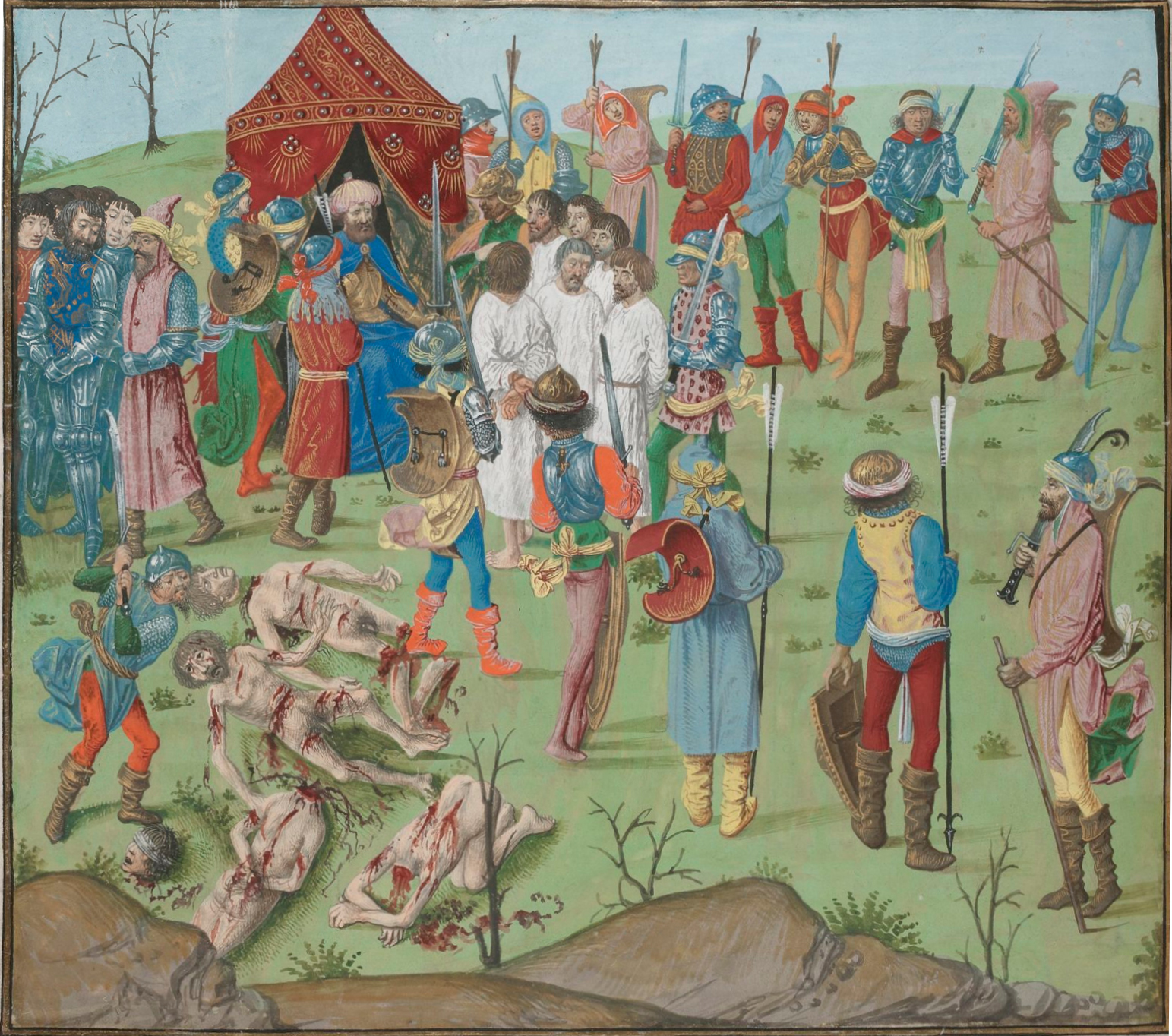
Масові вбивства полонених після Нікопольської битви

Османи були готові вбити і самого Жана Безстрашного, але його охоронець, кинувшись на землю, став благати турок залишити життя його пану. Незважаючи на свій рішучий настрій, османи були зацікавлені в багатому викупі, який вони могли отримати за іменитого бранця, а тому зберегли життя французькому командиру. Бачачи полон командувача, останні лицарі припинили опір.
У той час як лицарі спускалися по схилу, сипахи, що переслідували їх, охопили відступаючого противника з флангів. Франко-бургундські війська зазнали повної поразки. Подальші події видаються неясними, хоча і європейські і османські джерела сходяться в тому, що після розгрому французів відбувся також розгром угорських військ і їх союзників.
Скорше за все, Сигізмунд на чолі об'єднаних сил самовпевнено кинувся на допомогу розбитим союзникам. Угорські війська, прокладаючи свій шлях крізь натовпи азапів розв'язали кровопролитну битву. Вирішальну роль зіграла атака півтори тисячі сербських лицарів короля Стефана Лазаревича. Війська Сигізмунда були розбиті. Сигізмунд разом з Великим магістром Родосу зміг втекти на рибальському човні і дістатися до венеційських кораблів, що стояли на Дунаї. Бій було закінчено, і залишки армії Сигізмунда капітулювали. Більшість полонених лицарів турки обезголовили, залишивши тільки 300 найбільш авторитетних, яких відпустили за великий викуп.

## Підсумок бою
Османи зміцнили свою владу на Балканах, ставши ще більшою загрозою для Центральної Європи.
Болгарія остаточно втратила самостійність і залишалась провінцією Османської імперії до 1878 року.